# 與龍共舞
《與龍共舞》是部於1991年上映的香港愛情喜劇電影，由王晶執導兼編劇，王坤任武術指導，劉德華、翁虹、張敏、葉德嫻、吳孟達、張堅庭主演。葉德嫻憑藉該片獲得第11屆香港電影金像獎最佳女配角獎，張敏獲得其演藝生涯唯一一次最佳女主角提名。

## 劇情
龍家俊（劉德華飾）是一位被母親（李香琴飾）逼婚的商業鉅子，也是龍門企業的負責人，在一次出海時因為冷落了希望能嫁給他的表妹鞏黛娜（翁虹飾）而被一時氣憤的黛娜推落海中，誤被大嶼山警察鹹蝦叔（午馬飾）當成偷渡客追趕。龍逃跑時失足誤在一戶民宅屋頂上摔落，遇到正在洗澡的陳月光（張敏飾），陰錯陽差之下，也被月光之母十一姑（葉德嫻飾）當成偷渡客。此時，十一姑的店舖正欠缺人手，龍亦回想在家中被迫婚，期望有個寧靜地方躲避一段時間，遂答應十一姑作廉價勞工，並更名作「大陸雞」。
月光與閨蜜漂漂成為龍氏企業新員工，由於她採用漂漂的减肥計劃造成腹空經常飢餓，一次還將好色的老闆鞏利的手指當做香肠而咬傷。有次兩人去衣店看上了一件新衣，但衣店女老闆為討好後來看上該衣服的黛娜，就強迫月光脫下它，月光眼鏡也被黛娜踩碎，令月光的自尊心受到很大的傷害。為了參加好友瑪麗的生日晚會，月光攜大陸雞當成其男友而一同赴會，瑪麗男友史公子嘲笑大陸雞窮酸，大陸雞則指示蒼蠅叔安排公司職員花費三千多萬買下六合彩全餐送給月光當做其生日禮物，晚會結束後兩人又坐上蒼蠅叔駕駛的直升机離開（對月光謊稱它是省港奇兵的作案工具），令月光對大陸雞刮目相看。原本想羞辱大陸雞的史公子反被羞辱，還被女友瑪麗甩掉。
龍的表哥鞏利（張堅庭飾）趁龍不在，與敵對企業周大鵬合作，要開發大嶼山的土地。此時龍跟隨的十一姑出老千，詐騙觀光客，沒想到那群觀光客竟是黑社會分子，十一姑反被要脅。月光誤以為龍是中國大陸省港旗兵組織的成員，於是要龍出面談判，龍歷經艱辛，透過得力助手蒼蠅叔（吳孟達飾），唱了一段粵劇《帝女花之庵遇》作為暗號，獲得鹹蝦叔的信任，鹹蝦叔率領大嶼山警署的警員假裝省港旗兵，把前來要脅的黑道份子制伏，加以嚴刑拷打，卻得知他們幕後的主使人竟是龍家俊，龍於是知道自己被冒名作惡。
十一姑母女決定上龍門企業找龍家俊算帳，龍隨之進入公司，才知悉全是表哥鞏利為了一己私利而與周大鵬聯合搞的陰謀。龍不辭而別返回龍家別墅，與分隔多日的母親團聚。在「慈善晚會」上，家俊花6.1億元戰勝周大鵬拿下大嶼山那塊土地開發權，並讓請來的朱志強取代鞏利的位置成為公司總經理。十一姑和月光在晚會上發現大陸雞原來是富家子弟龍家俊皆驚訝無比，之後在舞會上家俊與母親共舞，十一姑則與初戀情人朱總共舞。
面對被冷落的情景，月光傷心獨自回家，沒想到剛到家裡就看到蒼蠅叔手捧蛋糕為她祝福生日，而龍母等眾人也已經在外恭候，家俊送給月光一大束鲜花和一副德国產的特制眼镜。能與龍家結成親家並收穫朱總的愛情，十一姑非常開心。在音樂聲中，被幸福籠罩著的月光開始「與龍共舞」。

## 角色

### 龍家
| 演員   | 角色          | 介紹                                                                                       | 粵語配音 | 國語配音 |
| 劉德華 | 龍家俊/大陸雞 | 龍氏企業的少老闆。因意外落海，被皇家警察當成大陸的偷渡客抓捕，逃到陳月光的家裡當廉價勞工。 | 劉德華   | 郭如舜   |
| 吳孟達 | 蒼蠅叔        | 龍家俊的管家兼公司左右手。                                                                 | 吳孟達   |          |
| 張堅庭 | 鞏利          | 家俊的表哥。串通周大鵬裡應外合，想謀奪龍氏企業                                             | 張堅庭   |          |
| 李香琴 | 家俊的母親    | 一心只想趕快抱孫子，心裡屬意鞏黛娜當媳婦。                                                 | 李香琴   |          |
| 翁虹   | 鞏黛娜        | 家俊的表妹，說話的習慣很粗俗，經常語帶髒話。家俊的母親教她要用英文來講髒話。               | 黃玉娟   |          |
| 朱江   | 朱志強        | 外號：蕃茄。家俊請来取代鞏利的總經理，十一姑的初恋情人。                                   | 朱江     |          |

### 月光家
| 演員   | 角色                  | 介紹                               | 粵語配音 | 國語配音       |
| 張敏   | 陳月光                | 與母靠士多維生，後意外與龍家俊共事 | 沈小蘭   | 劉小芸         |
| 葉德嫻 | 十一家（十一姑）/柳丁 | 月光的母親                         | 葉德嫻   | 吳敏（鳥來嬤） |
| 羅美薇 | 漂漂（靚靚）          | 月光好友                           | 曾秀清   | 林芳雪         |
| 黃一飛 | 阿蟲                  | 十一姑僱傭的幫手                   |          | [有配音]       |

### 其他角色
| 演員           | 角色                                     | 粵語配音 | 國語配音 |
| 午馬           | 鹹蝦叔，抓偷渡客的警察隊長，蒼蠅叔之老友 | 陳欣     |          |
| 鮑漢琳         | 周大鵬，龍氏公司的競爭對手               | 張炳強   |          |
| 程東           | 吳愛港，大陸偷渡客                       | 陳永信   |          |
| 單立文         | 史公子                                   | 陳欣     |          |
| 劉錫賢         | 路人                                     | 黃志成   |          |
| 陳曉瑩         | 瑪莉                                     | 陸惠玲   |          |
| 伍國健、鄧泰和 | 警察                                     | -        |          |

## 電影歌曲
| 曲別     | 歌名                       | 作曲   | 作詞   | 演唱   |
| -------- | -------------------------- | ------ | ------ | ------ |
| 主題曲   | 《與龍共舞》（粵語）       | 盧冠廷 | 小美   | 鄺美雲 |
| 主題曲   | 《與龍共舞》（國語）       | 盧冠廷 | 潘美辰 | 鄺美雲 |
| 插曲     | 《再吻我吧》（粵語）       | 黃慶元 | 劉德華 | 劉德華 |
| 插曲     | 《把今生忘掉》（國語）     | 黃慶元 | 謝明訓 | 劉德華 |
| 客串粵曲 | 《帝女花（第四場：庵遇）》 | 古曲   | 唐滌生 | 吳孟達 |

## 獎項
| 頒獎典禮             | 獎項         | 名字                                              | 結果 |
| -------------------- | ------------ | ------------------------------------------------- | ---- |
| 第11屆香港電影金像獎 | 最佳女主角   | 張敏                                              | 提名 |
| 第11屆香港電影金像獎 | 最佳女配角   | 葉德嫻                                            | 獲獎 |
| 第11屆香港電影金像獎 | 最佳電影歌曲 | 《與龍共舞》 作曲：盧冠廷 填詞：小美 主唱：鄺美雲 | 提名 |

## 外部連結
- 香港影庫上《與龍共舞》的資料（繁體中文）
- 開眼電影網上《與龍共舞》的資料（繁體中文）
- 豆瓣电影上《與龍共舞》的資料 （简体中文）
- 时光网上《與龍共舞》的資料（简体中文）
- AllMovie上《與龍共舞》的资料（英文）
- 爛番茄上《與龍共舞》的資料（英文）
- 互联网电影数据库（IMDb）上《與龍共舞》的资料（英文）